# 18 км
18 км (рос. 18 км) — селище у складі Грязовецького району Вологодської області, Росія. Входить до складу Вохтозького міського поселення.
Стара назва — 18-й кілометр.

## Населення
Населення — 2 особи (2010; 1 у 2002).
Національний склад (станом на 2002 рік):
- росіяни — 100 %